# 네스토르 파비안 꼬레아
네스토르 파비안 꼬레아는 우루과이의 축구 선수로 꼬레아라는 등록명으로 K리그 전북 현대 모터스와 전남 드래곤즈에서 활약하였다. 우루과이 청소년 대표팀 출신으로 1991년 FIFA U-17 세계 축구 선수권 대회와 1993년 FIFA U-20 세계 청소년 축구 선수권 대회에 출전하였다.